# 伊姆雷

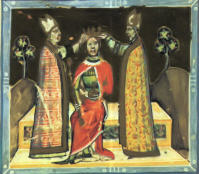
描繪在匈牙利編年史中的伊姆雷加冕禮

伊姆雷（匈牙利語：Imre，1174年—1204年11月30日），阿爾帕德王朝匈牙利及克羅地亞國王（1196年—1204年在位）。匈牙利國王貝拉三世與第一任妻子安條克的安格妮絲的長子 ，安德烈二世的兄長。

## 早年
1194年，貝拉三世安排身為長子伊姆雷加冕為繼承人，又於1195年封他為克羅地亞及達爾馬提亞公爵統治這些地方。伊姆雷與神聖羅馬帝國皇帝腓特烈一世的女兒吉澤拉早有婚約，可惜她於1184年逝世。

## 統治期間

### 爭位 (1196年－1200年)
1196年4月23日，貝拉三世因病逝世，伊姆雷繼承王位。貝拉三世遺贈莊園和金錢給幼子安德烈，但條件是要他率領一次十字軍東征至聖地。安德烈卻於1197年要求伊姆雷給他一個公國統治。同年年未，奧地利公爵利奥波德六世代表安德烈作出干預，兩人的聯合軍隊大敗伊姆雷的軍隊。1198年初，伊姆雷被迫封安德烈為克羅地亞及達爾馬提亞公爵及將兩地成為安德烈封地 。教宗諾森三世不斷要求安德烈準備十字軍出征，但是安德烈卻只是繼續密謀反對伊姆雷。1199年3月10日，伊姆雷要求安德烈的支持者瓦茨大主教交出文件證明安德烈密謀推翻他的統治。當年夏天，伊姆雷在巴拉頓湖打敗了安德烈的叛軍，安德烈出走奧地利。教皇使節協助兩兄弟和解，根據和議伊姆雷於1200年夏天將克羅地亞及達爾馬提亞封給安德烈為公國。

### 巴爾幹戰爭 (1200年－1203年)
從1200年左右，伊姆雷積極投身於巴爾幹半島事務。1200年10月11日，教皇諾森三世敦促他採取措施清算在波斯尼亞的異端。教皇拒絕送遞一頂王冠給塞爾維亞大茹潘尼曼雅王朝的斯特凡·尼曼雅二世以回應伊姆雷的要求。伊姆雷於1201年或1202年入侵塞爾維亞，並幫助斯特凡·尼曼雅二世的兄長福肯·尼曼雅奪取王位。作為一個象徵他擁有塞爾維亞的宗主權，伊姆雷於1202年成為第一個匈牙利君主採納塞爾維亞國王的稱號，他也是第一位國王用刻印了所謂的“阿爾帕德條紋”的王室印章，最終1202年成為匈牙利的紋章的一部分。

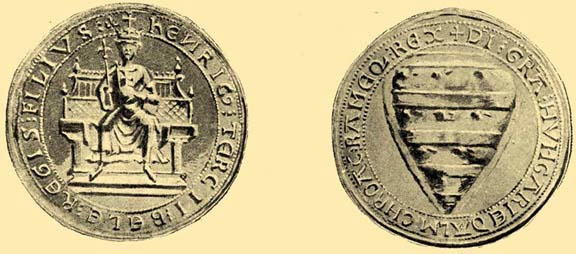
早期為伊姆雷所用刻印了“阿爾帕德條紋”的王室印章

在1202年夏天，威尼斯總督恩里科·丹多洛與第四次十字軍的領袖簽署了一項條約，要求他們幫助威尼斯共和國奪回於1186年已經接受了匈牙利君主管轄，在達爾馬提亞的扎達爾。儘管教皇諾森三世禁止十字軍圍攻扎達爾，他們仍於同年的11月24日攻陷此地，然後交給了威尼斯共和國。雖然教皇應伊姆雷的要求將威尼斯人及參與的十字軍逐出教會，扎達爾仍然受到威尼斯統治。
在恐懼遭受伊姆雷率領十字軍討伐的情況下，波斯尼亞統治者庫林於1203年4月在澤尼察舉行的波斯尼亞教會召開宗教會議。此宗教會議主教承認教皇的首要地位，並下令改革儀式。庫林也承認伊姆雷的宗主權。於1203年的一封信中，保加利亞沙皇卡洛揚通報教皇諾森三世說伊姆雷曾在保加利亞佔據五個區域，卡洛揚並要求教皇干預。

### 晚年 (1203年－1204年)
1203年的秋季，弟弟安德烈公爵再次發起公開反抗伊姆雷，他們的軍隊於10月在德拉瓦河的瓦拉斯丁相遇。伊姆雷手無寸鐵地走進了他弟弟的陣營，並指出“現在我將要看看誰敢出手令王室血脈流下鮮血”，沒有人冒然停止國王伊姆雷的舉動。因此，伊姆雷走近安德烈，在毫無抵抗的情況下將他抓住。安德烈公爵被囚禁數月後，他的支持者於1204年初將他釋放。
卡洛揚抓住匈牙利內戰的優勢，入侵匈牙利並佔領貝爾格萊德、布蘭尼切夫及其他城池。伊姆雷準備與保加利亞王國對陣，但他卻因教皇諾森三世的要求而解散了他的軍隊。教皇當經過與卡洛揚商討了教會的聯合後，向卡洛揚發出王冠，但伊姆雷當教皇使節正好路過匈牙利向保加利亞送遞王冠的時候將他囚禁了  。
1204年，伊姆雷安排只得4歲的兒子拉斯洛三世加冕為國王，作為繼承人。他不單釋放了教皇使節，又與其弟安德烈和解，期望可以將幼子的監護權和整個王國托附給安德烈，讓他管理直到其子達到成年親政。根據匈牙利編年史，伊姆雷於1204年11月30日逝世，下葬於埃格爾的大教堂。